# Juan Carlos Chávez
Juan Carlos Chávez Zárate (Zamora, 1967. január 18. – ) mexikói válogatott labdarúgó és edző. 

## Pályafutása

### Klubcsapatban
Pályafutását 1988-ban kezdte az Atlas csapatában, ahol három évet töltött. 1991 és 1992 között a Puebla, majd 1992 és 1996 között ismét az Atlas játékosa volt. 1996 és 1997 között a Atlético Moreliában játszott. 1997 és 1998 között harmadik alkalommal volt az Atlas labdarúgója. 1998-ban a Pachuca szerződtette, ahol még egy évig játszott és befejezte a pályafutását.

### A válogatottban
1993 és 1994 között 3 alkalommal szerepelt az mexikói válogatottban. Tagja volt az 1993-as CONCACAF-aranykupán aranyérmet szerző csapatnak és részt vett az 1994-es világbajnokságon.

### Edzőként
2009-ben kinevezték a mexikói U20-as válogatott szövetségi edzőjének. A Kolumbiában rendezett 2011-es U20-as világbajnokságon irányításával bronzérmet szereztek. 2011 és 2012 között az Atlas, 2014 és 2015 között a Venados csapatát edzette. 2016-tól 2018-ig a Cimarrones de Sonora szakmai munkájáért felelt. 2018 és 2019 között a Correcaminos UAT együttesénél vállalt munkát. 2019-től az Atlético San Luisnál dolgozik segédedzőként.   

## Sikerei, díjai
CF Pachuca
- Mexikói bajnok (1): Invierno 1999

Mexikó
- CONCACAF-aranykupa győztes (1): 1993